# 陈接胜
陈接胜（1964年8月—），安徽宿松人。吉林大学化学学院教授、上海交通大学化学化工学院教授，研究方向为无机合成与制备化学、固体材料化学。中华人民共和国教育部第二批“长江学者”特聘教授。曾获得2011年度中国教育部科学技术奖一等奖、2006年度中国国家自然科学奖二等奖。1979-1986，就读于中山大学化学系，先后获得理学学士、理学硕士学位；1986-2007，在吉林大学化学系学习工作，先后获得博士学位、教授职称；1990-1994，在英国大不列颠皇家研究院戴维-法拉第实验室攻读博士后；2008年至今，任上海交通大学化学化工学院教授。